# A expulsão de Heliodoro do Templo (Rafael)
A expulsão de Heliodoro do Templo é um afresco do pintor renascentista italiano Rafael. Foi pintado entre 1511 e 1512 como parte da comissão de Rafael para decorar com afrescos as salas que hoje são conhecidas como Stanze di Raffaello, no Palácio Apostólico no Vaticano. Ele está localizado na sala que leva o nome dele, a Stanza di Eliodoro.
As Salas de Rafael (em italiano: Stanze di Raffaello) formam um conjunto de salas de recepção no Palácio Apostólico, agora parte dos Museus do Vaticano, na Cidade do Vaticano. Elas são famosas por seus afrescos, pintados por Rafael e sua oficina. Juntamente com os afrescos do Teto da Capela Sistina de Michelangelo, eles são as grandes sequências de afrescos que marcam o Alto Renascimento em Roma.
A obra tem significância para a autorretratística pois contém um autorretrato de Rafael, próximo à extrema esquerda.